# Polars
Polars – pierwszy album studyjny holenderskiej grupy muzycznej Textures.

## Lista utworów
1. „Swandive” – 5:09
2. „Ostensibly Impregnable” – 3:21
3. „Young Man” – 3:59
4. „Transgression” – 4:20
5. „The Barrier” – 2:55
6. „Effluent” – 3:12
7. „Polars” – 18:25
8. „Heave” – 14:33

## Twórcy
- Pieter Verpaalen – śpiew
- Jochem Jacobs – gitara
- Bart Hennephof – gitara
- Dennis Aarts – gitara basowa
- Stef Broks – perkusja
- Richard Rietdijk – keyboard